# Pentagon

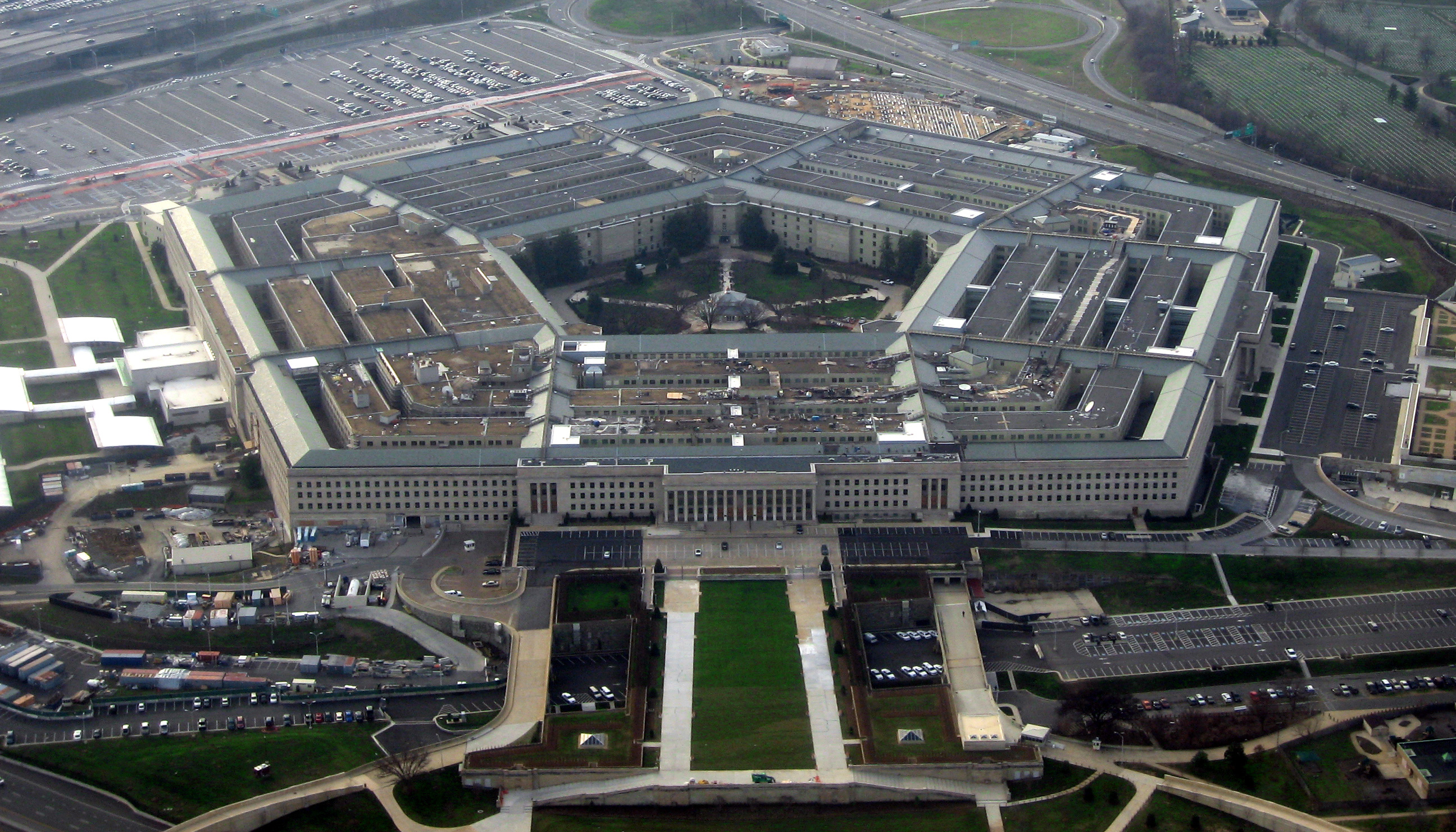
Das Pentagon (2008)

Das Pentagon (deutsch „Fünfeck“; von gleichbedeutend griechisch πεντάγωνον pentágōnon) ist der Hauptsitz des Verteidigungsministeriums der Vereinigten Staaten. Der Begriff „Pentagon“ wird auch als Synonym für das US-Verteidigungsministerium benutzt.
Mit seinen je 280 Meter langen Außenwänden, einer Grundfläche von rund 135.000 Quadratmetern, einer Bürofläche von etwa 344.280 Quadratmetern und einem Volumen von rund 2 Millionen Kubikmetern ist es das vierzehntgrößte Gebäude der Welt und das größte einzelne Verwaltungsgebäude. Es liegt am Potomac River in Arlington (Virginia) direkt neben dem Nationalfriedhof Arlington an der Grenze zu Washington, D.C. Die Gesamtlänge aller Korridore beträgt knapp 17,5 Meilen (ca. 28,2 km). Jeder Punkt im Bau ist von jedem anderen Punkt innerhalb des Gebäudes zu Fuß in unter sieben Minuten erreichbar.

## Geschichte

### Baugeschichte

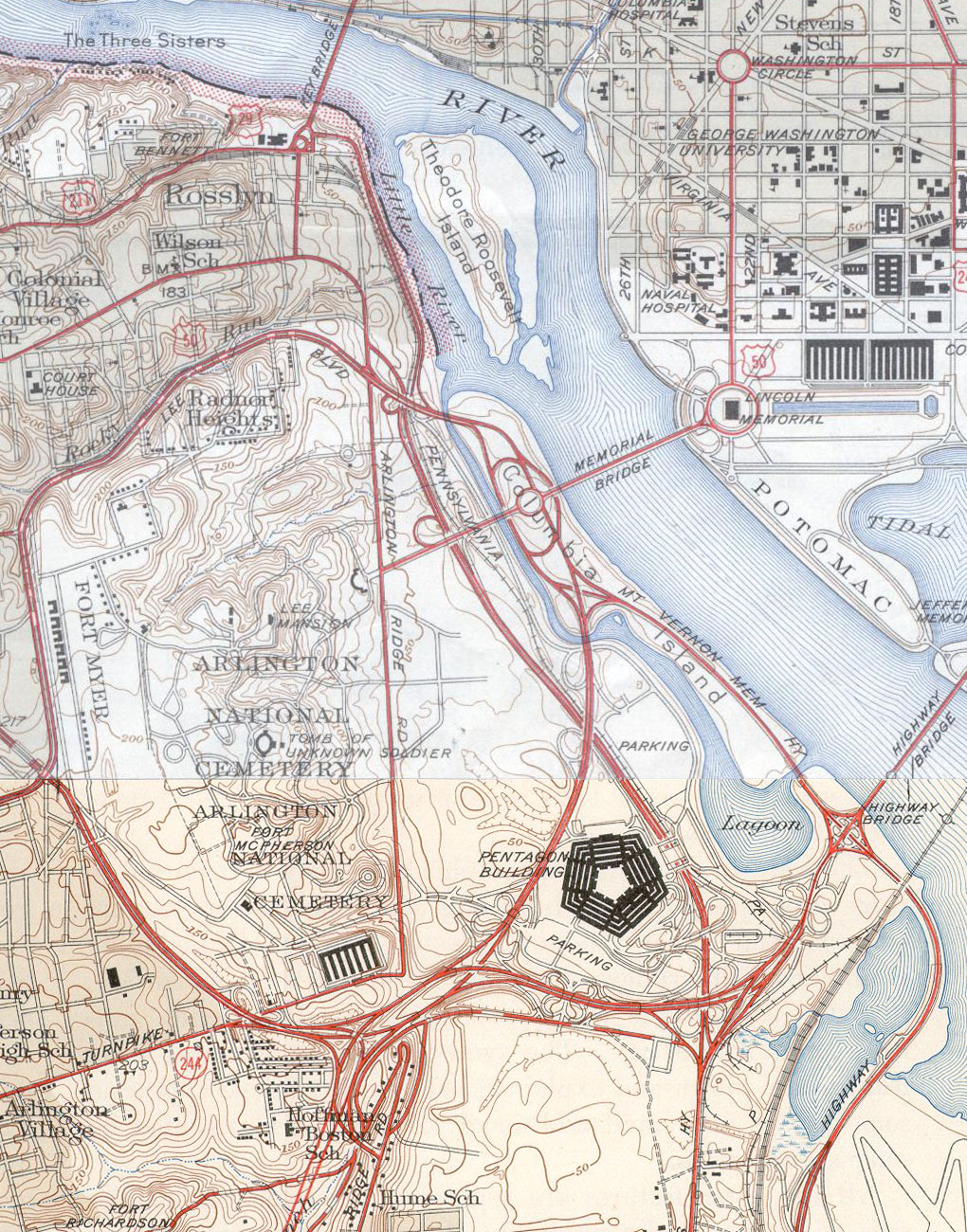
Lagekarte 1945

1941 litt das seinerzeit 23.000 Mitarbeiter umfassende Kriegsministerium unter akuter Platznot und war zudem auf 17 verschiedene Gebäude verteilt. Im Juli desselben Jahres ersuchte Brigadegeneral Brehon B. Somervell darum, diese Probleme durch einen Neubau zu lösen, der ursprünglich nur als Übergangslösung gedacht war.
Der US-Kongress hatte aufgrund der zu erwartenden hohen Baukosten zunächst Bedenken, gab jedoch am 14. August 1941 angesichts der Kriegssituation in Europa grünes Licht für den Bau und stellte die nötigen Mittel bereit. Für den drohenden Fall des Kriegseintritts der USA sollte das Verteidigungsministerium arbeitsfähig sein.
Ursprünglich sollte das Gebäude an einem anderen Standort gebaut werden. Das vorgesehene Bauland war unter dem Namen Arlington Farms bekannt und wurde von fünf Straßen eingerahmt, was die charakteristische Form des Gebäudes vorgab. Präsident Franklin D. Roosevelt fürchtete jedoch, der riesige Bürokomplex könne die Sicht vom Nationalfriedhof Arlington aus auf Washington (D.C.) beeinträchtigen, und ließ einen anderen Bauplatz suchen. Eine weitere Bedingung von Roosevelt war, für den Bau kein Material aus kriegführenden Staaten zu verwenden, womit vor allem Marmor (aus Italien) gemeint war. So musste das Pentagon aus Beton gebaut werden.
Den endgültigen Standort fand man 1,2 Kilometer flussabwärts am Potomac River. Hier befanden sich zuvor der alte Hoover-Airport, eine ehemalige Ziegelei, ein Rennplatz sowie eine ärmliche Siedlung, genannt Hell’s Bottom.
An der fünfseitigen Form hielt man fest und entwarf die endgültige Version mit freiem Innenhof. Jede Seite des Fünfecks besteht ihrerseits aus fünf parallelen Gebäudereihen (den sogenannten „Ringen“), so dass nur die Mitarbeiter ganz außen im Ring E oder innen im Ring A die Chance auf einen „Gartenblick“ haben. Außerdem hat jeder Ring fünf Stockwerke. Ein Vorteil der gewählten Bauart ist, dass man in ca. sieben Minuten jeden Ort im Pentagon erreichen kann.
Unter der Leitung von Colonel Leslie Groves, später militärischer Leiter des Manhattan-Projekts, und nach dem Entwurf des amerikanischen Architekten George Bergstrom (1876–1955), arbeiteten 14.000 Arbeiter und 1000 Architekten nun in drei Schichten rund um die Uhr. Am 11. September 1941 begonnen und nach 16 Monaten am 15. Januar 1943 fertiggestellt, kostete der Bau 83 Mio. US-Dollar.

### Beschädigung am 11. September 2001

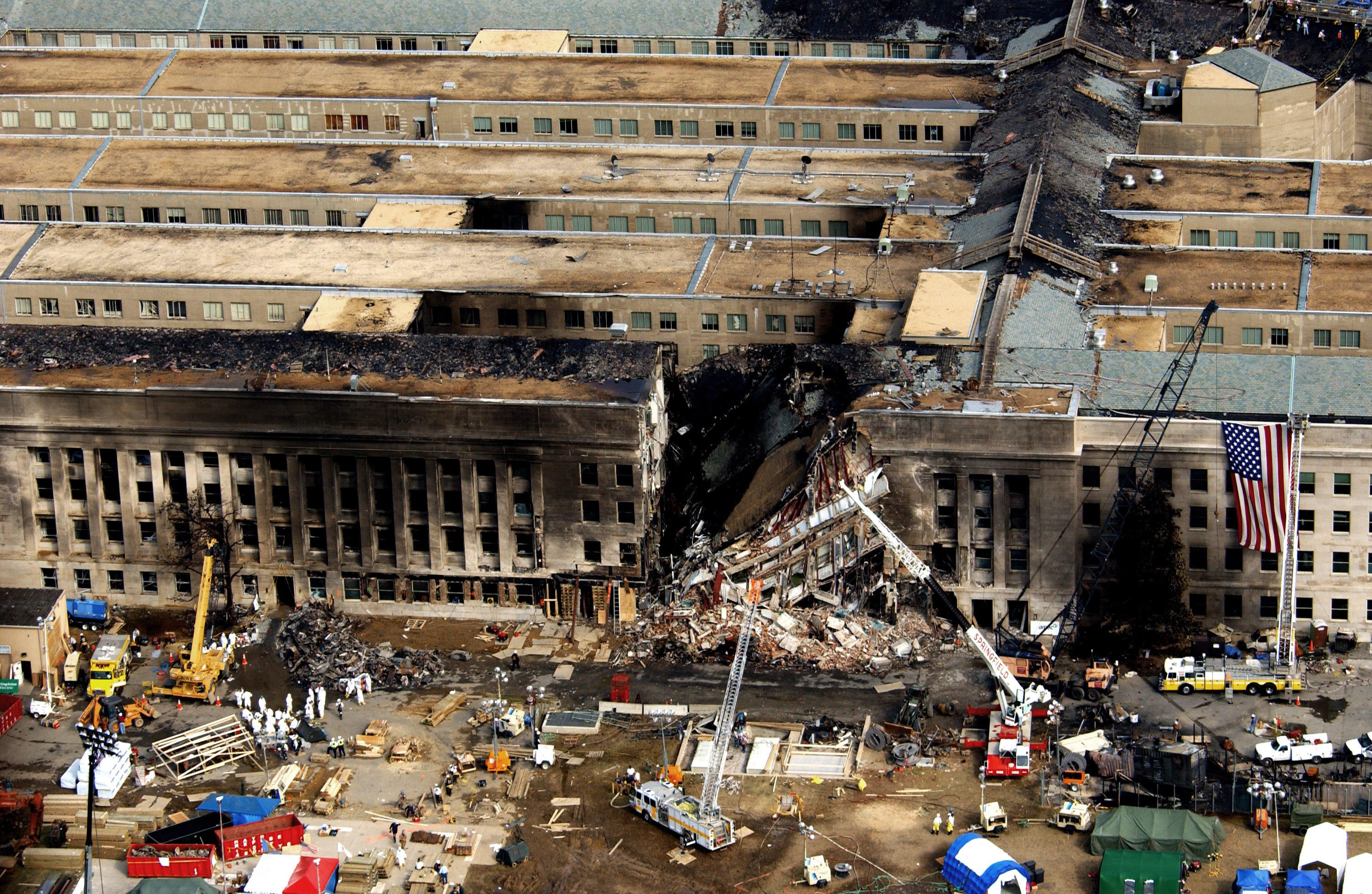
Das Pentagon nach dem Einschlag am 11. September 2001

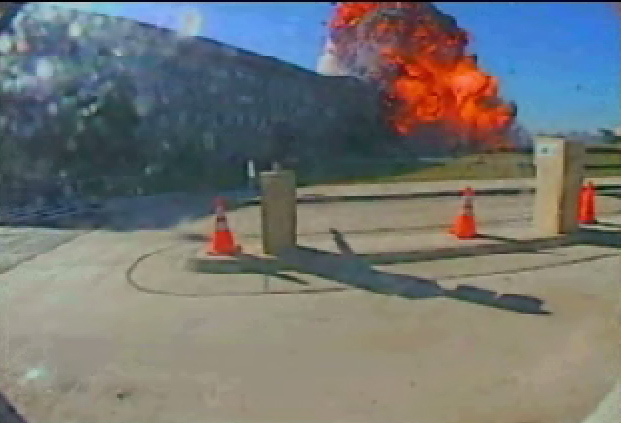
Explosion, aufgenommen von einer Überwachungskamera

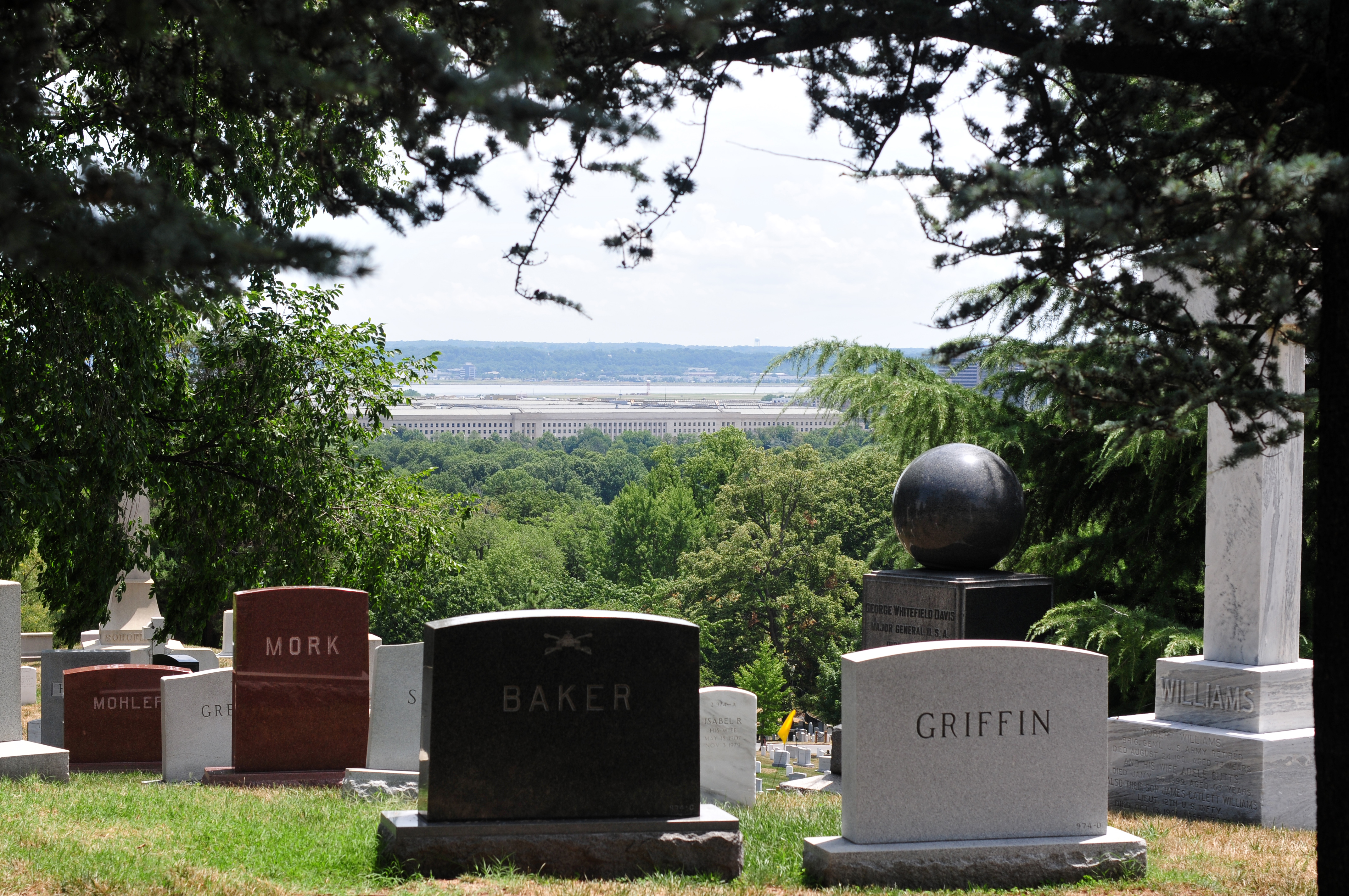
Blick vom Nationalfriedhof Arlington auf das Pentagon

Einer der Terroranschläge am 11. September 2001 galt dem Pentagon, das am 60. Jahrestag seines Baubeginns punktuell beschädigt wurde. Dabei kamen 184 Menschen ums Leben. Dank der befestigten Bauweise von 1941, die ursprünglich für die Lasten der Akten verstärkt ausgeführt wurde, gab es nicht mehr Tote. Auch die Sicherheitsfenster und die 2001 kurz vor den Anschlägen neu eingebaute bzw. überholte Sprinkleranlage retteten vielen Menschen im 1. Stock und in den angrenzenden Blöcken das Leben. Erst 19 Minuten nach dem Einschlag der Boeing 757 und dem Ausbrechen des Feuers brach der 1. Stock in sich zusammen.
Das Einschlagloch war anfangs fast nicht auszumachen, da die entführte Boeing 757 mittig auf ein Eisentor für Zulieferer auftraf und erst im Gebäude-Komplex in einer Kerosin-Feuerwolke explodierte.
Aufgrund der starken Beschädigungen am Gebäude, der extrem geringen Beschädigung um das Gebäude, widersprüchlicher Zeugenaussagen und des Vorenthaltens von Informationen (z. B. Videoaufnahmen) durch das Verteidigungsministerium kursieren mehrere von der sogenannten „offiziellen Version“ abweichende Verschwörungstheorien über den Anschlag.
Zum Jahrestag des Anschlags wurde im Jahr 2008 eine Gedenkstätte für die Opfer eingeweiht, das Pentagon Memorial.

### Schusswechsel am 4. März 2010
Am Abend des 4. März 2010 schoss der 36 Jahre alte, aus Hollister in Kalifornien stammende US-Bürger John Patrick Bedell, ein Anhänger der Verschwörungstheorien zum 11. September 2001, am Haupteingang mit einer Pistole auf zwei Sicherheitskräfte und verletzte sie leicht. Sie erwiderten daraufhin das Feuer und töteten Bedell durch einen Kopfschuss.

## Status des Gebäudes
Am 27. Juli 1989 wurde das Pentagon als Gebäude in das National Register of Historic Places eingetragen. Seit dem 5. Oktober 1992 hat es den Status einer National Historic Landmark und ist somit eine von 121 historischen Stätten dieser Art in Virginia.
Zwischen 1994 und 2011 wurde das Pentagon renoviert. Allein die Planung dauerte mehr als ein Jahrzehnt und kostete mehr als eine Milliarde US-Dollar. Die Renovierung des am 11. September 2001 zerstörten Sektors war beinahe abgeschlossen gewesen. Der Wiederaufbau geschah gleichzeitig mit der Renovierung des zweiten Sektors, die im Oktober 2005 abgeschlossen wurde. Im Oktober 2007 wurde die Renovierung des dritten Sektors abgeschlossen. Die anschließende schrittweise Renovierung der letzten beiden Sektoren war 2011 beendet. Die Gesamtkosten beliefen sich auf 4,5 Milliarden Dollar.

## Führung der Streitkräfte
Das Pentagon soll mit den Streitkräften durch ein spinnennetzartiges globales Kommunikationssystem verbunden werden, das Global Information Grid.